# Carnevale di Santa Cruz de Tenerife

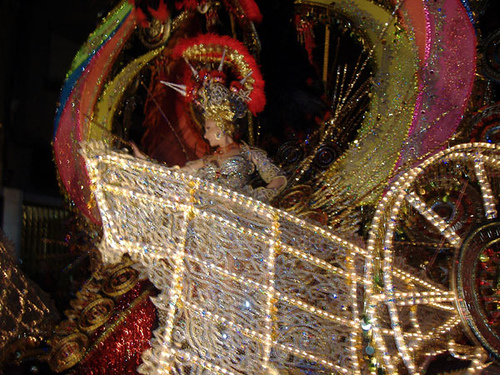
Regina del Carnevale di Santa Cruz de Tenerife (2006).

Il Carnevale di Santa Cruz de Tenerife è una festività nota a livello mondiale. 
Ogni mese di febbraio Santa Cruz de Tenerife, una delle principali città delle Isole Canarie, ospita questo importante evento che attrae circa due milioni di turisti provenienti da tutto il mondo. È considerato il secondo carnevale più popolare e conosciuto a livello internazionale dopo quello di Rio de Janeiro (Brasile). Per questo motivo la città di Santa Cruz de Tenerife è gemellata con la città di Rio de Janeiro.
Nel 1980 fu dichiarato una "Festa di Interesse Turistico Internazionale", da parte della Segreteria di Stato per il Turismo ed è uno dei carnevali più importanti del mondo. Nel 1987 partecipò la cantante cubana Celia Cruz con l'orchestra Billo's Caracas Boys. Lo spettacolo ha conquistato il Guinness dei primati con 250.000 spettatori in una sola piazza, record che detiene tuttora.
Il carnevale di Santa Cruz si divide in due parti, quella "ufficiale" e quella "di strada". Il carnevale ufficiale vede la partecipazione solo di gruppi musicali, murghe o persone famose. Il carnevale di strada, invece, coinvolge sia le persone famose sia i cittadini. Sono migliaia le persone che ogni giorno scendono in strada con i costumi più disparati. Si balla su ritmi di band locali o si gioca, soprattutto giochi d'azzardo, fino a notte inoltrata.

## Storia
Sembra che il Carnevale di Santa Cruz de Tenerife sia stato celebrato sin dai primi insediamenti europei, come riportato ad esempio nel 1605 da Gaspare Luis Hidalgo, che alludeva all'abitudine nel Carnevale di invertire i sessi attraverso l'abbigliamento. I primi riferimenti documentali però risalgono alla fine del XVIII secolo, attraverso gli scritti dei visitatori e i documenti ufficiali relativi al mantenimento dell'ordine pubblico durante l'evento.
Il diario di Lope Antonio de la Guerra Peña nel 1778 menziona una danza tenutasi a Santa Cruz de Tenerife, dove ci furono delle comparse. Nel 1783 un bando, pubblicato dal Corregidor, vietava l'uso delle maschere essendo bandito dalle Regie Istruzioni, ma in pratica non fu mai rispettato, e divenne poi famoso nella notte del carnevale il mescolarsi dell'alta borghesia con maschera mista con la gente comune. Nel 1891 si ha notizia per la prima volta della nascita di un gruppo, chiamato "Rondalla", partecipante al Carnevale di Santa Cruz de Tenerife. L'"Orfeón de Santa Cruz" è stato fondato nel 1897.
Durante la dittatura di Miguel Primo de Rivera (1923-1935) e di Francisco Franco (per gli anni dal 1940 al 1960 per lo più), il Carnevale venne rinominato "Festival d'Inverno", come stratagemma per evitarne il divieto; anche in quei periodi, nonostante il divieto della sua celebrazione, e come era successo anche nei secoli precedenti, continuò ad avere luogo a Santa Cruz de Tenerife, oltre che a Cadice e Isla Cristina. Nel 1954, con Los Bigotudos, oggi noto come Afilarmónica NiFú-NiFá, nasce la prima banda di strada. Nel 1976 finisce il periodo di Franco, termina anche l'uso del nome "Festival d'Inverno" e ritorna in vigore la denominazione di "Carnevale" ma solo il nome, perché la festa era sempre stata presente.

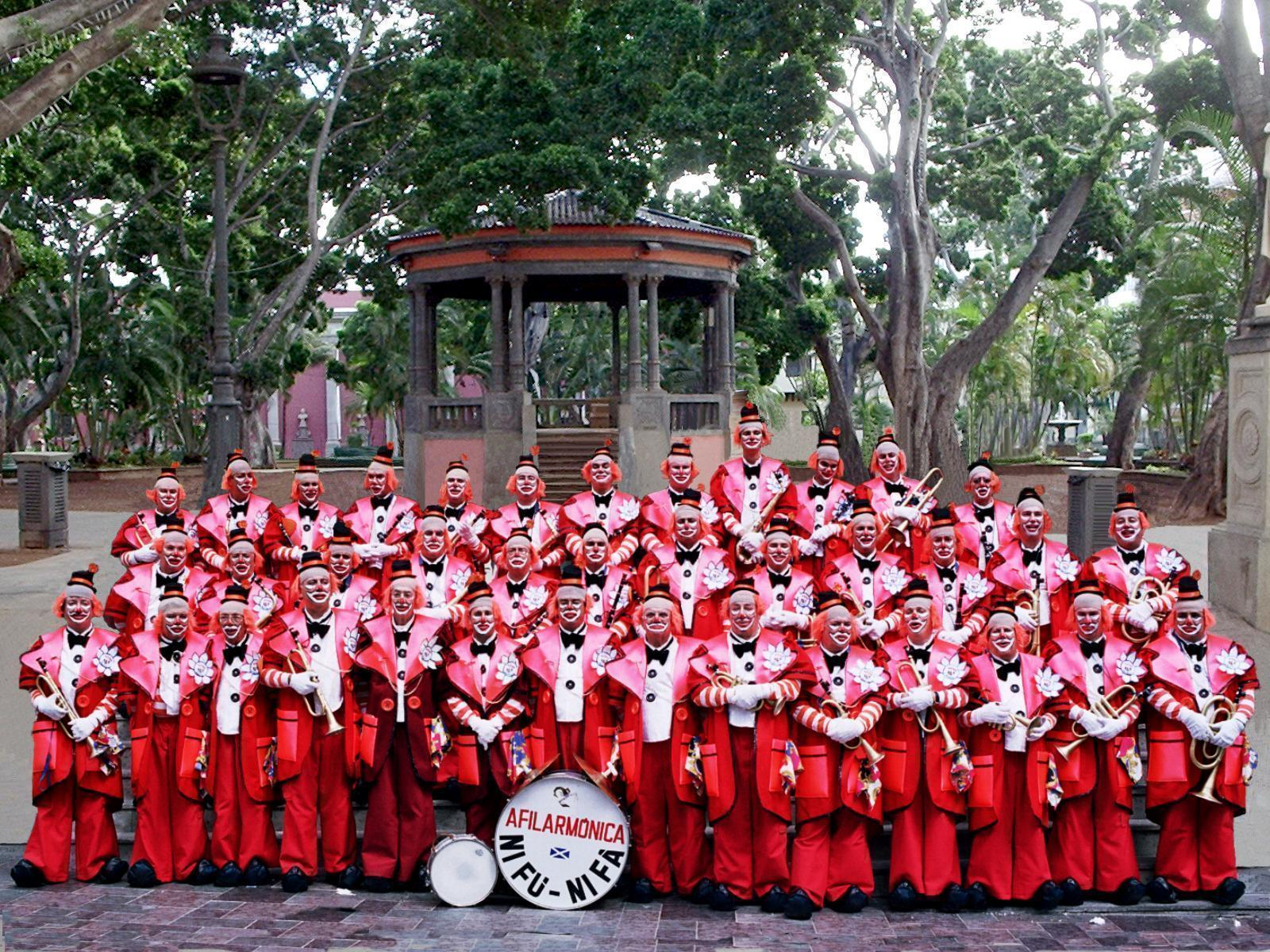
Afilarmónica NiFú-NiFá, considerata la madre delle murghe delle Isole Canarie.

Dal 1962 viene realizzata una locandina per ogni edizione del Carnevale. Da allora, artisti del calibro di John Galarza, Gurrea, Javier Mariscal, César Manrique, Pedro González, Mel Ramos, Enrique Gonzalez, Maribel Nazca, Elena Lecuona e molti altri hanno realizzato la locandina. La modifica del regolamento del 2009 ha dato l'avvio a un concorso per chiunque volesse partecipare al design del poster del carnevale.
Il 1987 fu il primo anno in cui il carnevale di Santa Cruz de Tenerife fu "a tema", ed ebbe per tema l'antica Roma: in tale occasione l'esibizione di Celia Cruz con l'orchestra Billo's Caracas Boys, alla presenza di 250.000 persone, è stata registrata nel Guinness dei primati come il più grande spettacolo in una piazza all'aperto. 
Gli scenari principali delle gare di Carnevale e dell'elezione della Regina, che si sono alternati nel corso della storia del carnevale "chicharrero" (gentilice), sono stati il Teatro Guimerá (fino all'edizione del 1985), Plaza de Toros (1986, 1987 e 1988), e il palco circolare centrale è stato decorato con una corona argentata (1986 e 1987) e Goldened (1988), Piazza di Spagna (2005), Centro Internacional de Ferias y Congresos de Tenerife e la spianata dei parchi Parque Marítimo César Manrique (2008). Il terzultimo e il penultimo posto si sono alternati, a seconda delle necessità del momento e dalla costruzione del Centro Internacional de Ferias y Congresos de Tenerife.
Oggi, i biglietti per diversi eventi, in particolare il Final Murgas Adultas e The Gala of Election of the Queen, vengono venduti completi (la capienza è di oltre 20.000) tra 15 e 60 minuti dopo la vendita in tutte le località. Il Gala della Regina, con uno spettacolo sul palco che incorona la first lady del Carnevale e vengono premiati i gruppi dove viene trasmesso ogni anno da una rete nazionale per tutto il Paese e trasmesso via satellite in tutti i continenti. Fino ad oggi, le catene che hanno assunto la diffusione dell'evento sono state: RTVE; Televisión Canaria, Antena 3, Canal+; Galavisión e Telecinco.
Nel 2000, il carnevale di Santa Cruz de Tenerife è diventato Capitale del Carnevale nel mondo e sede della XX Convenzione della Federazione delle città europee del carnevale (FECC). Per la chiusura di un tale convegno tenutosi a maggio, ha tenuto un'arena per gli attori coinvolti nell'arena nel febbraio di quell'anno, e la città di Santa Cruz de Tenerife, invitata a partecipare agli stessi gruppi sull'isola di Gran Canaria, in particolare, i gruppi che partecipano al Carnevale di Las Palmas de Gran Canaria.

## Tematica

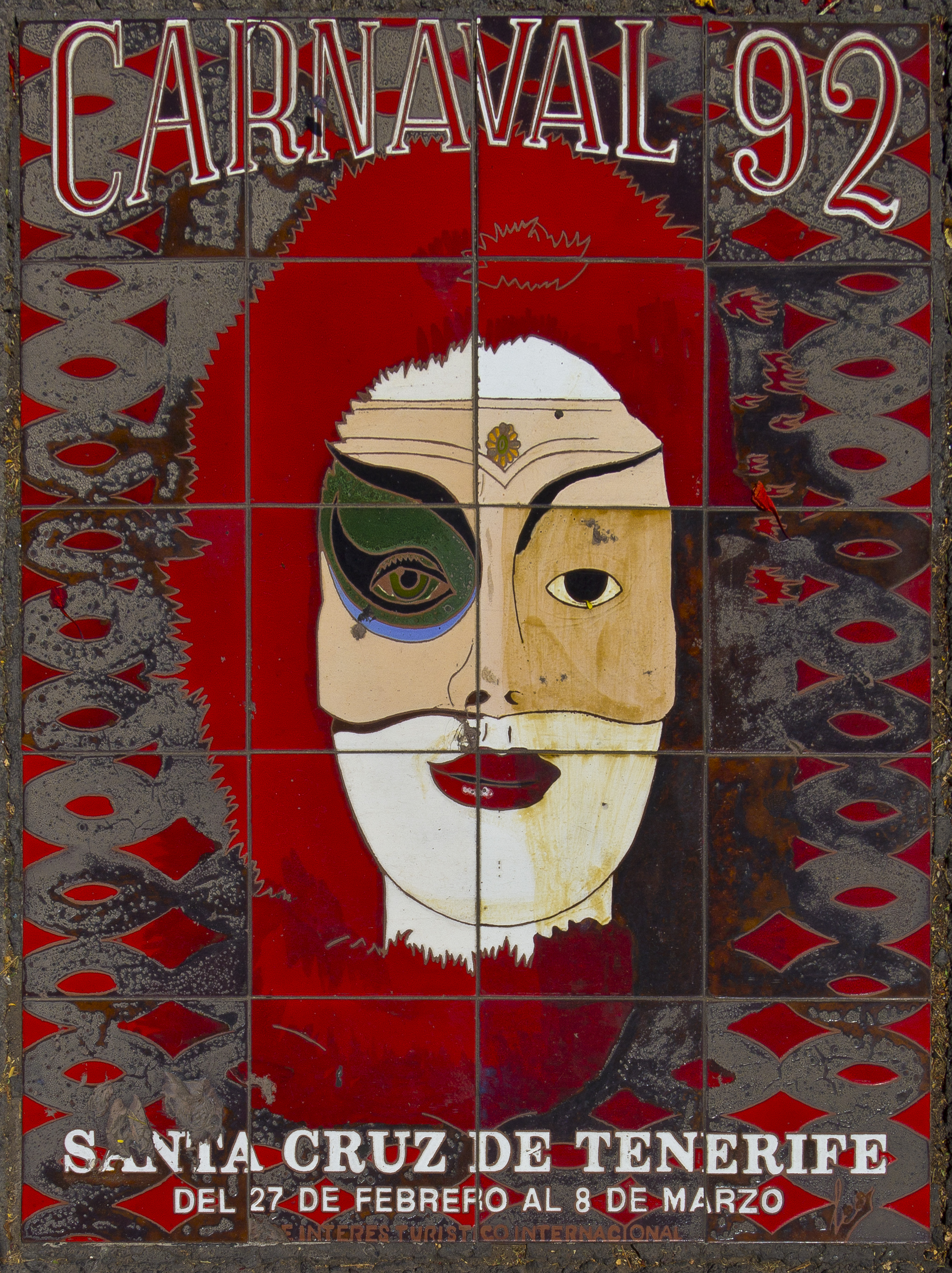
Carnevale Poster, 1992.

Dal 1987 il carnevale di Santa Cruz de Tenerife è dedicato ogni anno a un tema diverso:
- Roma nel 1987
- La giungla nel 1988
- Egitto nel 1989
- Lo spazio nel 1991
- Il cinema nel 1992
- Il circo nel 1993
- Le mille e una notte nel 1995
- Messico nel 1996
- La Preistoria nel 1997
- Il medioevo nel 1998
- Il mondo dei fumetti nel 1999
- Pirati nel 2000
- Odissea nello spazio nel 2001
- Anni felici nel 2002
- L'Estremo Oriente e la Cina nel 2003
- Celia Cruz nel 2004
- Musical di Hollywood nel 2005
- The Tribes nel 2006
- La moda nel 2007
- La magia nel 2008
- Il cinema del terrore nel 2009
- Tenerife, la storia del Carnevale 2010
- Enrique Gonzalez e l'murgas di Canarie nel 2011
- Flower-power, i prodigiosi anni '60 nel 2012
- Bollywood e India nel 2013
- Cartoni animati nel 2014
- Il futuro nel 2015
- Gli anni '80 nel 2016
- I Caraibi nel 2017
- Fantasy nel 2018
- Profondità marine nel 2019
- I bei anni Cinquanta nel 2020
- Carnevali del mondo nel 2021
- Fantascienza nel 2022
- New York, la città che non dorme mai nel 2023
- La televisione nel 2024
- Segreti dell'Africa nel 2025
- Ritmi latini nel 2026

## Galleria d'immagini

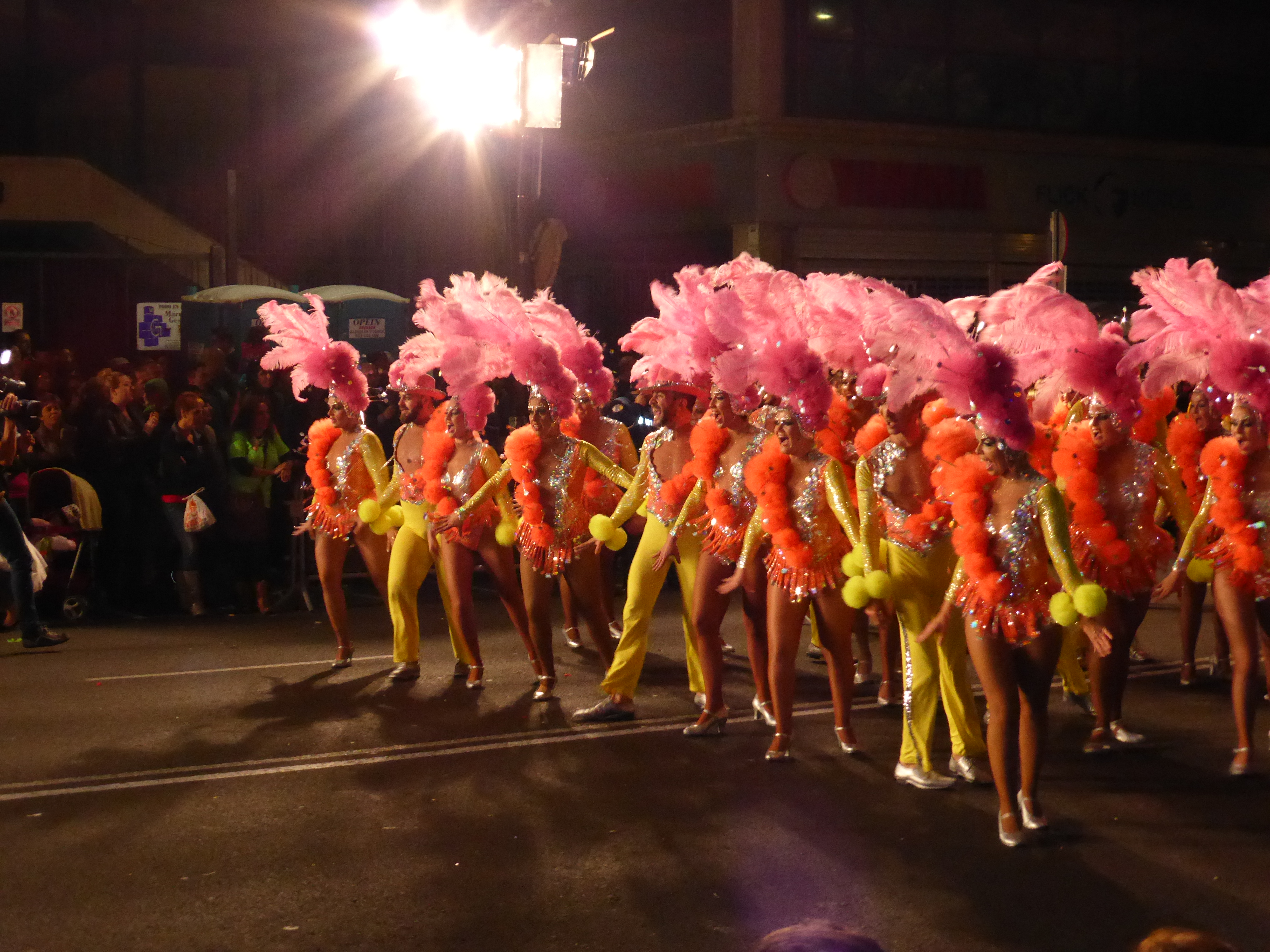
Sfilata del sabato di carnevale (2016).
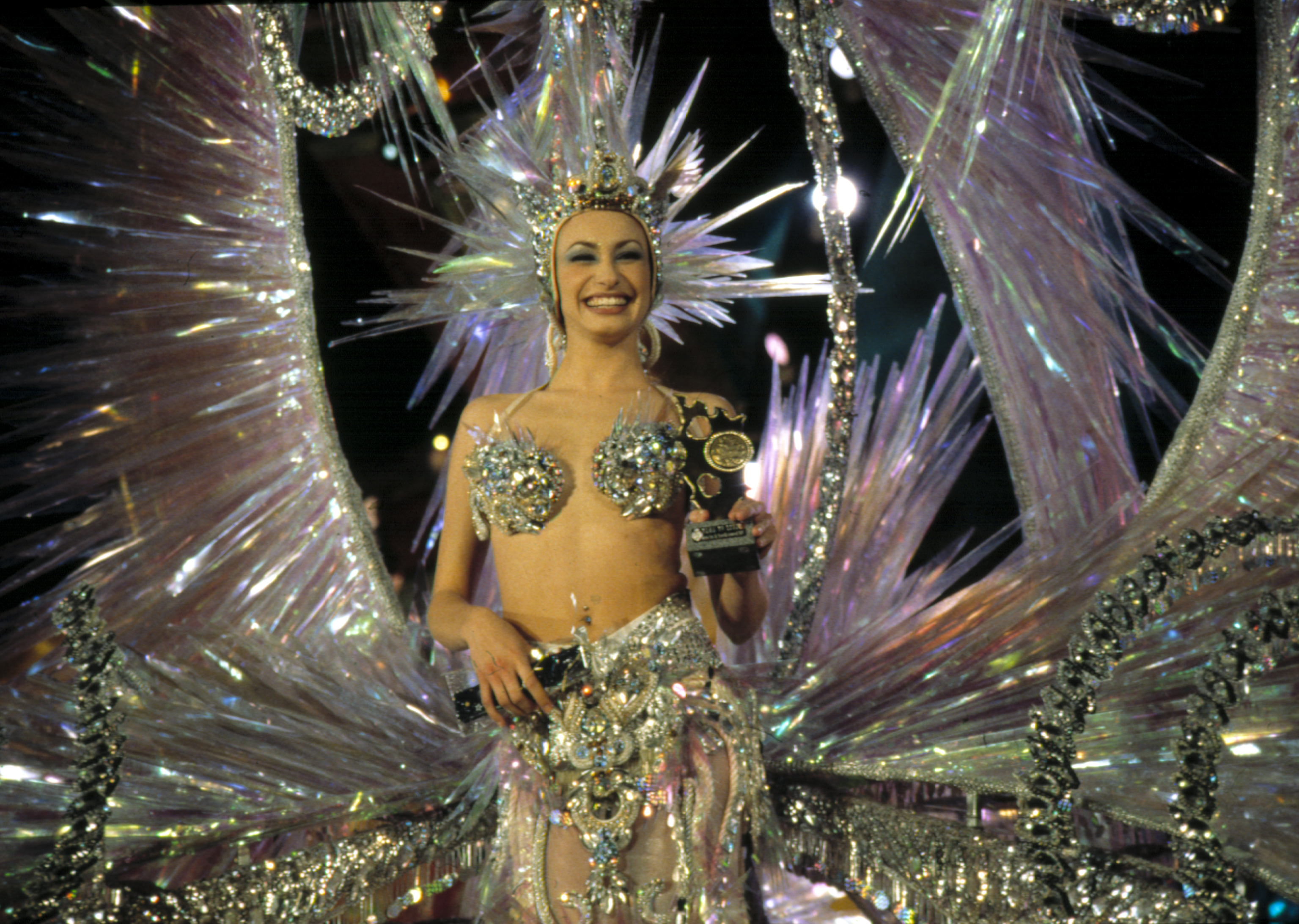
Candidata a regina del carnevale dell'anno 2001.
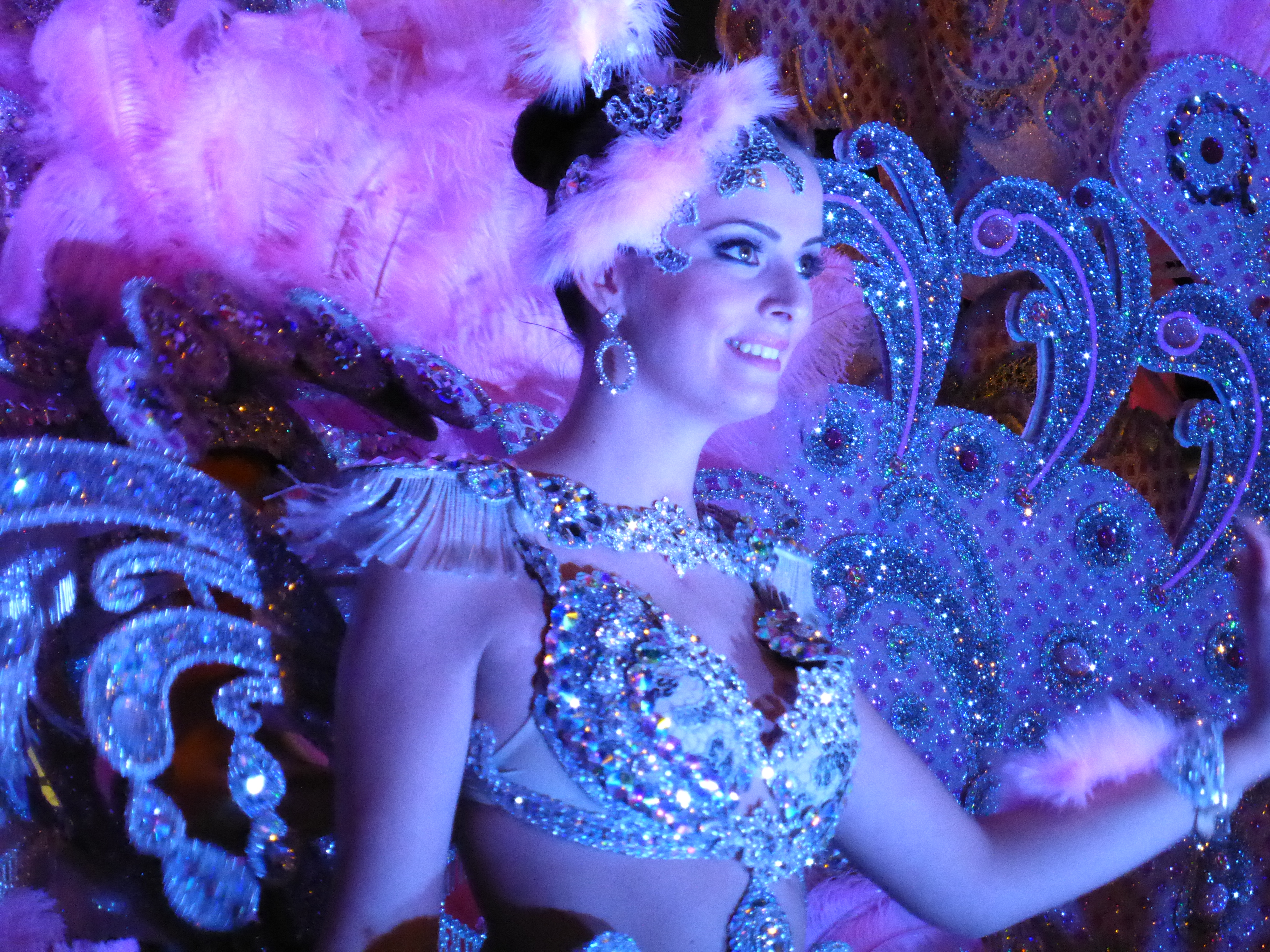
Una delle signore della parata del 2016.
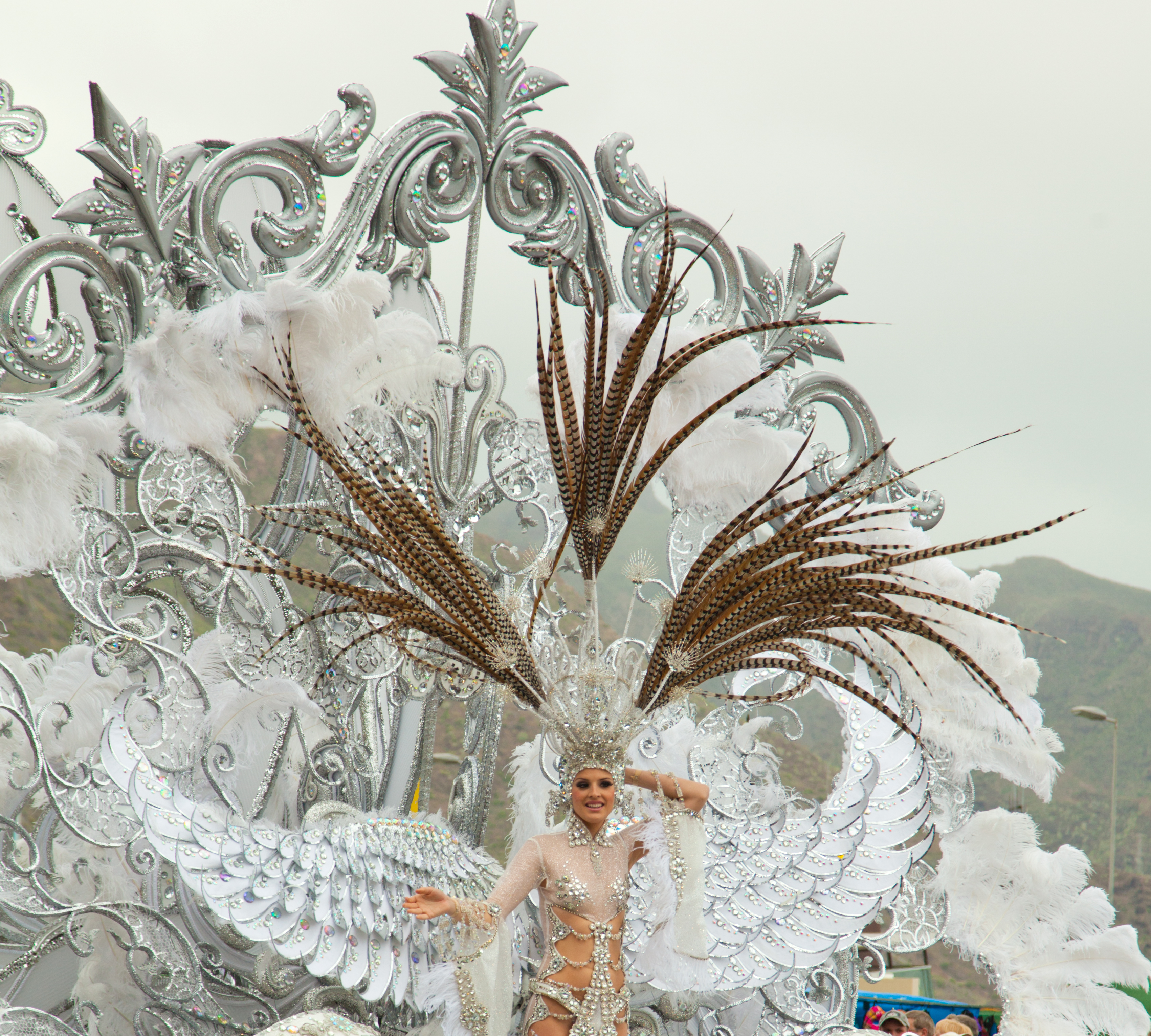
Regina del carnevale 2012.